# 相原英雄
相原 英雄（あいはら ひでお、1954年 - ）は、東京都出身の事業家・映画プロデューサー・テレビプロデューサー・映画監督。株式会社プラネットエンターテイメント代表取締役。

## 来歴
早稲田大学高等学院、早稲田大学 商学部卒業。
高校在学中から自主映画を製作、1973年、監督した作品が第1回日本を記録するフィルムフェスティバルで特別部門1位、読売新聞社賞を受賞。大島渚や海外の監督達から高い評価を得、ヨーロッパでも上映される。 大学卒業後は、テレビ業界に入り、多くのテレビドキュメンタリーやドラマを演出。1991年、株式会社プラネット (現・プラネットエンターテイメント)を設立し、数多くの映像作品を生み出す。1998年、プロデュースしたドラマでギャラクシー賞を受賞。テレビ番組、映画、アニメ、海外合作など多ジャンルのプロデュースを手掛けている

## 主なプロデュース作品

### 単発テレビドラマ
- 「つげ義春ワールド」（1998年 プロデューサー）
  - 「退屈な部屋」 - 第36回ギャラクシー賞受賞[2]
  - 「懐かしいひと」
  - 「無能の人」
  - 「別離」前編・後篇
  - 「ある無名作家」
  - 「やもり」
  - 「義男の青春」
  - 「紅い花」
  - 「散歩の日々」

### 連続テレビドラマ
- 「うしろの百太郎」（1998年 プロデューサー）
- 「七瀬ふたたび」（1998年 プロデューサー）

### 映画
- 「富江 replay」（2000年 協力プロデューサー）
- 「富江 re-birth」（2001年 協力プロデューサー）
- 「案山子 KAKASHI」（2001年 エグゼクティブプロデューサー）
- 「富江最終章 禁断の果実」（2001年 協力プロデューサー）
- 「99%の自殺」（2007年 プロデューサー）
- 「おしおきピンキームーン」（2007年 プロデューサー）
- 「P.H」（2007年 プロデューサー）
- 「飛龍炎昇」（2007年 プロデューサー）
- 「華火」（2007年 プロデューサー）
- 「ジブンレース」（2007年 プロデューサー）
- 「桜と印籠」（2008年 プロデューサー）
- 「パパとママがふしあわせでありますように」（2008年 プロデューサー）
- 「カミカゼハナビ」（2008年 プロデューサー）
- 「PURGATORIAL DOORS」（2008年 プロデューサー）

### アニメ
- 「銀河鉄道物語」（2003年 プロデュース）
- 「銀河鉄道物語~永遠への分岐点~」（2004年 プロデュース）
- 「銀河鉄道物語~忘れられた時の惑星~」（2004年 プロデュース）
- 「魔豆奇伝パンダリアン」（2005年 エグゼクティブプロデューサー）
- 松本零士「オズマ」(2012年 企画・プロデューサー）

### オリジナルビデオ
- 「ノストラダムス滅亡録〜遺伝子の新世紀」(1999年 企画)

## 主な監督作品

### スペシャルテレビドラマ
- 「オーロラの国大冒険!!」（1986年 監督）

### 映画
- 「瞑想の森」（1973年 監督・脚本）
- 「あしたはどっちだ、寺山修司」（2017年 監督・プロデューサー）